# 1349年
| 千纪： | 2千纪 |
| 世纪： | 13世纪 \| 14世纪 \| 15世纪                                                                                 |
| 年代： | 1310年代 \| 1320年代 \| 1330年代 \| 1340年代 \| 1350年代 \| 1360年代 \| 1370年代                           |
| 年份： | 1344年 \| 1345年 \| 1346年 \| 1347年 \| 1348年 \| 1349年 \| 1350年 \| 1351年 \| 1352年 \| 1353年 \| 1354年 |
| 纪年： | 己丑年（牛年）；元至正九年；越南紹豐九年；日本南朝正平四年，北朝貞和五年                                   |

## 大事记
- 室町幕府初代將軍足利尊氏設置了鎌倉府以便統治關東地區，命令其第三子足利基氏擔任鎌倉府的首長--鎌倉公方。
- 亞拉岡王國兼併馬約卡王國。
- 立陶宛大公阿爾吉爾達斯對首次加里西亞－沃里尼亞戰爭的結果不滿而入侵波蘭王國，但仍結果是立陶宛大公國戰敗。